# Rock Star (film)
Rock Star è un film del 2001 diretto da Stephen Herek ed interpretato da Mark Wahlberg e Jennifer Aniston. Racconta la storia di un ragazzo che, da musicista rock amatoriale, viene scelto come cantante e front-man del gruppo musicale di cui è fan da sempre. Ambientato negli anni ottanta, il film descrive inoltre la vita quotidiana di una heavy metal band di successo, fra concerti, droga, alcol e groupie. La band descritta nel film, chiamata Steel Dragon, è immaginaria, sebbene ispirata, come gran parte della vicenda, dal gruppo realmente esistente dei Judas Priest.
Il film segna anche l'esordio di George Clooney come produttore.

## Trama
Chris "Izzy" Cole (interpretato da Mark Wahlberg), nella vita reale impiegato di basso livello in un'azienda, è un fan della band heavy metal degli Steel Dragon, di cui interpreta con fanatismo le canzoni, esibendosi ogni sera in concerti omaggio come cantante e leader di una tribute band, chiamata Blood Pollution. Durante uno di questi concerti viene notato dagli stessi Steel Dragon, che, dopo un provino, gli offrono il ruolo di cantante della loro band, in sostituzione del loro ex compagno, Bobby Beers, cacciato dal gruppo perché accusato di non dedicarsi pienamente al gruppo. Chris accetta e viene catapultato nel mondo del successo, esibendosi insieme alla band di cui è fan da sempre.
Allo stesso tempo, tuttavia, il ragazzo cade sempre di più negli eccessi della vita da star, perdendosi dietro a droga, sesso e alcol, finendo per allontanare da sé anche la sua fidanzata Emily. Dopo essere caduto sempre più in basso, il ragazzo decide infine di abbandonare la band ed il successo, dirigendosi a Seattle, tornando dalla sua fidanzata che nel frattempo si è stabilita lì e esibendosi come cantante intimista nei pub, proponendo brani acustici cantautorali.

## Produzione
In origine il titolo del film doveva essere Metal God. La storia è vagamente ispirata alla vicenda di Tim Owens, cantante dei Judas Priest scelto per rimpiazzare il cantante originario del gruppo, Rob Halford dopo essere stato notato durante un concerto della sua cover band, nel 1996. Esattamente come nel film, l'ingaggio avvenne dopo l'audizione di un solo brano: Victim of Changes.

### Cast
Oltre ai noti personaggi della scena musicale che compongono il gruppo degli Steel Dragon, sono presenti altre personalità famose che compongono il primo gruppo del protagonista, i Blood Pollution; queste sono Blas Elias, batterista degli Slaughter, Nick Catanese, ex chitarrista ritmico dei Black Label Society e Brian Vander Ark, bassista dei The Verve Pipe. L'altro chitarrista del gruppo è interpretato dall'attore Timothy Olyphant. Nel film compaiono anche Ralph Saenz alias Michael Starr, cantante degli L.A. Guns e degli Steel Panther (è il cantante che esce dalla stanza insonorizzata quando Izzy arriva nella sala di registrazione), e Myles Kennedy, attuale frontman degli Alter Bridge (è Mike, il ragazzo che rimpiazza Izzy).

## Colonna sonora
La colonna sonora è costituita in gran parte da canzoni heavy metal di noti gruppi anni ottanta. Ad esse si aggiungono quelle cantate dal gruppo fittizio degli Steel Dragon, composte appositamente per il film ed interpretate in realtà da alcuni musicisti heavy metal contemporanei. Sono presenti anche alcune cover proposte dagli Steel Dragon, non composte appositamente per il film, come la cover We All Die Young degli Steelheart (cantata per l'occasione dallo stesso frontman Michael Matijevic) o la cover Long Live Rock 'N' Roll dei Rainbow. La traccia Livin' The Life, venne composta dal frontman degli Autograph, Steve Plunkett e da Peter Beckett.

### Tracce
1. Rock Star - Everclear  3:30
2. Livin' the Life - Steel Dragon 3:14
3. Wild Side - Mötley Crüe  4:34
4. We All Die Young - Steel Dragon 4:01 (Steelheart Cover)
5. Blood Pollution - Steel Dragon  3:59
6. Livin' on a Prayer - Bon Jovi  4:08
7. Stand Up - Steel Dragon  4:18
8. Stranglehold - Ted Nugent  8:23
9. Wasted Generation - Steel Dragon  2:54
10. Lick It Up - Kiss  3:56
11. Long Live Rock 'N' Roll - Steel Dragon 3:27 (Rainbow Cover)
12. Devil Inside - INXS  5:13
13. Colorful - Verve Pipe  4:25
14. Gotta Have It {Music from Rock Star} - Trevor Rabin  2:57

Qui vengono elencate alcune tracce che appaiono nel film, ma che non vengono accreditate nella colonna sonora:
- AC/DC - "Are You Ready"
- Culture Club - "Karma Chameleon"
- Def Leppard - "Let's Get Rocked"
- Def Leppard - "Rock Rock (Till You Drop)"
- Foghat - "Chateau Lafitte '59 Boogie"
- Frankie Goes to Hollywood - "Relax"
- Marky Mark and the Funky Bunch - "Good Vibrations"
- Ralph Saenz, Peter Beckett & Steve Plunkett - "California Girls" (The Beach Boys Cover)
- Talking Heads - "Once in a Lifetime"
- Phoenix Down - "Reckless"
- Boy George - "Karma Chameleon"

### Gli Steel Dragon
Gli Steel Dragon, la band fittizia al centro del film, sebbene ispirata al gruppo realmente esistente dei Judas Priest, raccoglie in sé gli stereotipi della gran parte dei gruppi heavy metal/hair metal anni ottanta: capelli lunghi scalati, abiti di pelle, atteggiamenti maschilisti e canzoni intrise di riferimenti sessuali più o meno espliciti. I componenti del gruppo sono impersonati da musicisti reali, appartenenti a diverse formazioni rock contemporanee, con le sole eccezioni del protagonista Chris "Izzy" Cole, del cantante Bobby Beers e del chitarrista Kirk Cuddy, impersonati rispettivamente dagli attori Mark Wahlberg, Jason Flemyng e Dominic West. Wahlberg è doppiato, nella maggior parte dei pezzi musicali, dal cantante Michael Matijevic (Steelheart), mentre le parti cantate di Flemyng sono eseguite da Jeff Scott Soto (Yngwie Malmsteen, Talisman).
Gli altri componenti degli Steel Dragon sono:
- Zakk Wylde - il chitarrista Ghode
- Jeff Pilson - il bassista Jörgen
- Jason Bonham - il batterista A.C.

Ai membri della band vera e propria possono essere aggiunti due personaggi di contorno: l'anziano Mats (interpretato dall'attore Timothy Spall), manager del gruppo, che nel film svolge anche il ruolo di saggio consigliere del giovane e spaesato Chris e Tania Asher (interpretata da Dagmara Domińczyk), una transessuale che si occupa delle pubbliche relazioni.

## Curiosità
- L'episodio della caduta è ispirata ad un fatto realmente accaduto: durante la prima edizione del Rock in Rio del 1985 Bruce Dickinson, cantante degli Iron Maiden, durante la canzone Revelations correndo colpì accidentalmente la chitarra di Dave Murray, riportando una vistosa ferita sanguinante alla testa, continuando tuttavia a cantare dando un profondo effetto scenico all'esibizione[4].
- Una scena simile a quella in cui Chris riattacca il telefono in faccia a Kirk Cuddy, credendo che la sua telefonata fosse solo una presa in giro, è accaduta realmente al chitarrista Eddie Van Halen. Infatti quando il produttore di Michael Jackson, Quincy Jones, lo chiamò per chiedergli di poter incidere il famoso brano Beat It proprio insieme a Michael, Eddie attaccò il telefono in faccia al produttore ben due volte.
- Nella gara di automobili, Chris guida la Batmobile (con Mats che gli fa da Robin), mentre Kirk guida una Ferrari.
- Alla fine del film il look del protagonista ricorda quello di Kurt Cobain, cantante dei Nirvana, proprio nel momento in cui anche lui si stabilisce a Seattle.
- La scena del film in cui la cameriera dell'hotel entrando nella stanza della band rimane esterrefatta per via dei mobili della stanza appesi al soffitto, è accaduta realmente, con protagonisti i Guns N' Roses
- Il protagonista canta in un coro in chiesa, episodio che ricorda il passato del cantante dei Guns N' Roses Axl Rose.